# Wulf Diepenbrock
Wulf Diepenbrock (* 4. Januar 1947 in Neustadt in Holstein) ist ein deutscher Agrarwissenschaftler und Hochschullehrer. Von 2006 bis 2010 war er der 261. Rektor der Martin-Luther-Universität Halle-Wittenberg.

## Werdegang
Von 1970 bis 1974 studierte Diepenbrock Agrarwissenschaften an der Christian-Albrechts-Universität zu Kiel. 1977 wurde er dort promoviert, 1984 habilitierte er sich und 1989 erfolgte die Ernennung zum apl. Professor. 1993 folgte er dem Ruf auf die Professur Spezieller Pflanzenbau und Pflanzenzüchtung an der Universität Bonn und von 1994 bis 2012 war er Professor für Speziellen Pflanzenbau an der Universität Halle-Wittenberg in Halle (Saale). Von 1996 bis 2000 war er dort Dekan der Landwirtschaftlichen Fakultät und von 2006 bis 2010 lenkte er als Rektor die Geschicke der Universität. Im Jahre 2012 ging er in den Ruhestand.
Seine vierjährige Amtszeit als Rektor der Martin-Luther-Universität war besonders durch die Profilierung der Forschungsschwerpunkte sowie die Reform der Studienprogramme geprägt. So stellte das Rektorat die Weichen für die Errichtung des Charles-Tanford-Proteinzentrums sowie die Etablierung der internationalen Graduiertenakademie, des Interdisziplinären Zentrums für Nutzpflanzenforschung sowie des An-Institutes für Innovation und Entrepreneurship. Daneben wurden die konkreten Bauplanungen für das neue Geistes- und Sozialwissenschaftliche Zentrum (GSZ) am Steintor-Campus sowie für den vollständigen Umzug der naturwissenschaftlichen Institute an den Weinberg Campus (Heide-Süd) umgesetzt. Die Leitungsstrukturen der LEUCOREA in Wittenberg wurden in diesen Jahren neu geordnet. In der Lehre erfolgte die finale Umstellung des Studiensystems auf die Bachelor- und Masterstudienprogramme.
Im Innenverhältnis der Universität förderte das Rektorat die Entwicklung eines Mittelverteilungssystems für den Globalhaushalt der Universität und setzte die Zielvereinbarungen zwischen Rektorat und allen Fakultäten im Jahre 2009 durch.
Der Ausbau der universitären Netzwerke wurde mit der Aktualisierung des Internationalisierungskonzeptes, der Erweiterung der Zusammenarbeit mit den Universitäten in Jena und Leipzig sowie den außeruniversitären Forschungseinrichtungen, der Etablierung eines Hochschulmarketings und der institutionellen Vernetzung mit der Stadt Halle als Universitätsstandort unterlegt.
Im besonderen Landesinteresse legte Diepenbrock den Grundstein für die Kooperationsbeziehungen zwischen der Universität und den Gymnasien (Prime-Gymnasien). Darin ist die Öffnung der Universität zur Schülerschaft, ein Frühstudium sowie die Zusammenarbeit bei der Lehramtsausbildung adressiert. Zur Stärkung des gesellschaftlichen Dialoges wurde die Gesprächsreihe Wege zur Universität mit zahlreichen renommierten Referenten durch den Rektor ins Leben gerufen.

## Forschung und Lehre
Diepenbrock forschte an der Physiologie und Modellierung der Ertragsbildung landwirtschaftlicher Kulturpflanzen sowie an der stofflichen Charakterisierung nachwachsender Rohstoffe. In den Jahren 2002 bis 2005 war er Sprecher der DFG-Forschergruppe (FOR 472): Virtual Crops – Architektur- und prozessorientierte Modellierung und Visualisierung von Kulturpflanzenbeständen.
Als Autor und Mitautor verfasste Diepenbrock Lehrbücher zu den Themen Biologische Grundlagen der Pflanzenzüchtung, Ackerbau, Pflanzenbau und Pflanzenzüchtung sowie zu Nachwachsenden Rohstoffen. In der Lehre vertrat er das Fach Spezieller Pflanzenbau in Diplom-, Bachelor- und Masterstudiengängen. Im Jahre 2012 erhielt er eine Gastprofessur an der Universität für Bodenkultur in Wien. Dort unterrichtet er ab 2013 im Masterstudiengang Nachwachsende Rohstoffe regelmäßig als Lehrbeauftragter.

## Andere Tätigkeiten
Diepenbrock war im Vorstand der Gesellschaft für Pflanzenbauwissenschaften e.V. in verschiedenen Funktionen tätig. So als Schatzmeister (1988–90), Vizepräsident (1991–93; 1996–98) und Präsident (2000–05).
In den Jahren 2014 bis 2017 war er Vorsitzender der Gesellschaft zur Förderung der Agrar- und Ernährungswissenschaften an der Martin-Luther-Universität Halle-Wittenberg e.V.
Der Landessportbund (LSB) Sachsen-Anhalt wählte ihn für die Amtszeit 2018–2022 zum Good-Governance-Beauftragten.
Für die Jahre 2017 bis 2022 gehört er dem Aufsichtsrat der Historischen Kuranlagen und Goethe-Theater Bad Lauchstädt GmbH an.

## Auszeichnungen
- Verleihung der Ehrendoktorwürde der Gregor-Mendel-Universität Brno (Brünn) im Jahre 2009[6]

- Ehrenmedaille zum 50-jährigen Gründungsjubiläum der Tschechischen Agraruniversität Prag-Suchdol im Jahre 2002
- Ehrenmitglied der Gesellschaft für Pflanzenbauwissenschaften im Jahre 2021

## Publikationen (Auswahl)
- Yield analysis of winter oilseed rape (Brassica napus L.): a review. Field Crops Research 67, 35–49, 2000[7]
- Ackerbau, Pflanzenbau, Pflanzenzüchtung – Grundwissen Bachelor. E. Ulmer, Stuttgart, 4. Aufl. 2016, ISBN 3-8252-2629-8 (Zusammen mit F. Ellmer und J. Léon),
- Nachwachsende Rohstoffe. E. Ulmer, Stuttgart, 2014, ISBN 978-3-8252-4189-6
- Ertragsphysiologische Grundlagen. In: W. Odenbach: Biologische Grundlagen der Pflanzenzüchtung. Parey Buchverlag Berlin, 1997, ISBN 3-8263-3096-X
- Literatur von und über Wulf Diepenbrock im Katalog der Deutschen Nationalbibliothek